# Horní Tašovice
Horní Tašovice (německy Taschwitz) jsou vesnice, část obce Stružná v okrese Karlovy Vary v Karlovarském kraji. Nachází se asi dva kilometry jižně od Stružné. Prochází zde silnice I/6. Horní Tašovice jsou také název katastrálního území o rozloze 5,2 km². V katastrálním území Horní Tašovice leží i Nová Víska.
Vesnice leží v údolí, kterým protéká Lomnický potok. Nad vesnicí vede po mostě silnice I. třídy č. 6 Praha–Karlovy Vary.

## Historie
První písemná zmínka o vesnici pochází z roku 1455.
V Horních Tašovicích působila porcelánka, jejíž zboží (stolní porcelán) se úspěšně prodávalo v zahraničí, a to i v Severní Americe.

## Obyvatelstvo
Při sčítání lidu v roce 1921 zde žilo 270 obyvatel (z toho 114 mužů), z nichž byli dva Čechoslováci a 268 Němců. Až na šest evangelíků se hlásili k římskokatolické církvi. Podle sčítání lidu z roku 1930 měla vesnice 361 obyvatel: dva Čechoslováky a 359 Němců. Kromě devíti evangelíků a pěti lidí bez vyznání byli římskými katolíky.
|                                                                  | 1869 | 1880 | 1890 | 1900 | 1910 | 1921 | 1930 | 1950 | 1961 | 1970 | 1980 | 1991 | 2001 | 2011 | 2021 |
| ---------------------------------------------------------------- | ---- | ---- | ---- | ---- | ---- | ---- | ---- | ---- | ---- | ---- | ---- | ---- | ---- | ---- | ---- |
| Obyvatelé                                                        | 344  | 269  | 274  | 289  | 307  | 270  | 361  | 145  | 99   | 68   | 35   | 35   | 52   | 74   | 81   |
| Domy                                                             | 61   | 46   | 45   | 48   | 51   | 50   | 84   | 80   | —    | 17   | 14   | 27   | 29   | 38   | 36   |
| Počet domů z roku 1961 je zahrnut v domech místní části Stružná. |      |      |      |      |      |      |      |      |      |      |      |      |      |      |      |

## Obecní správa
Při sčítání lidu v letech 1869–1950 Horní Tašovice byly samostatnou obcí, se kterým patřily nejprve do okresu Žlutice, ale v roce 1950 v okrese Karlovy Vary-okolí. Od roku 1960 jsou částí obce Stružná v okrese Karlovy Vary. V letech 1869–1950 k obci patřila Nová Víska.

## Galerie

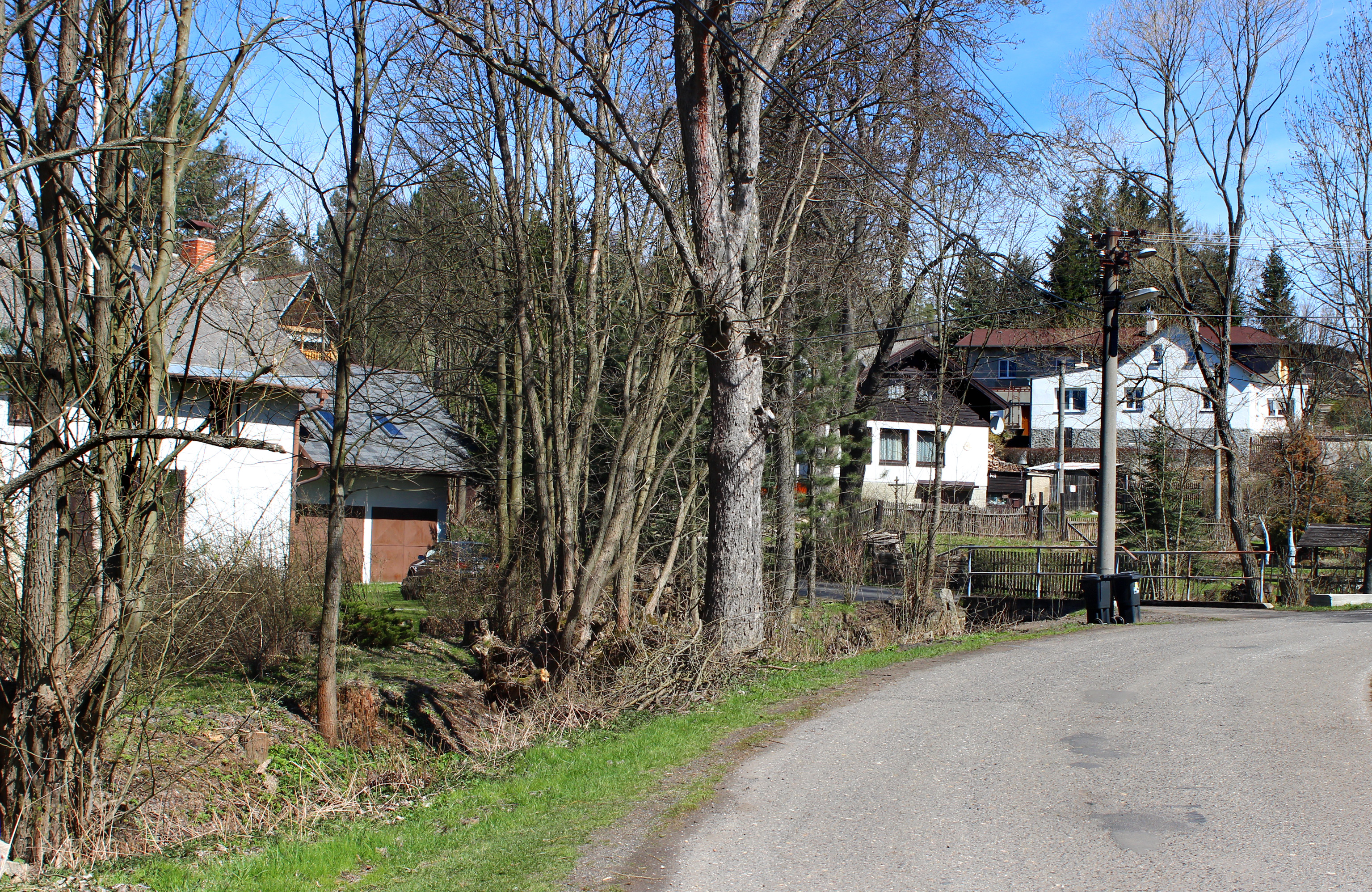
Střed vesnice
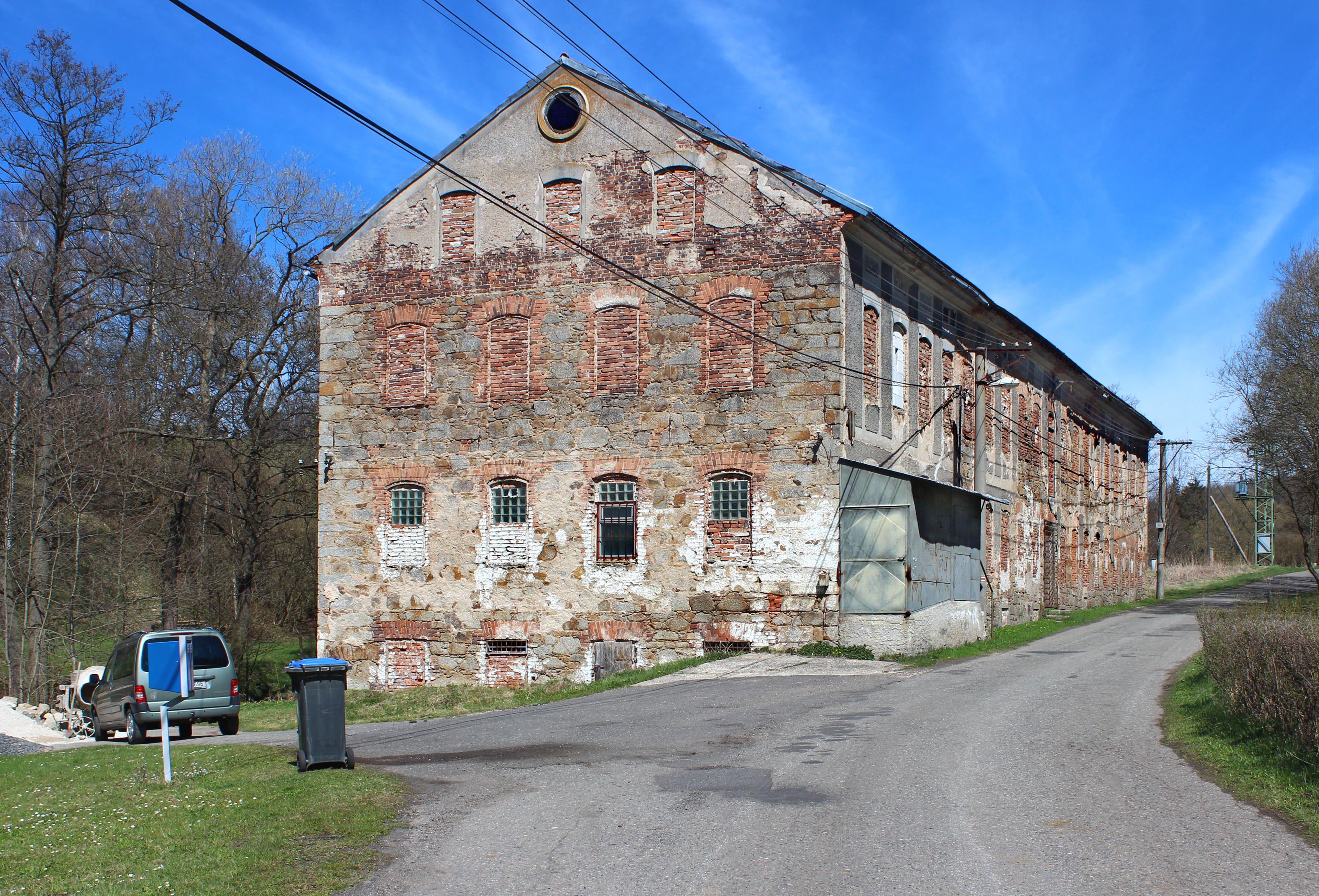
Opuštěná továrna
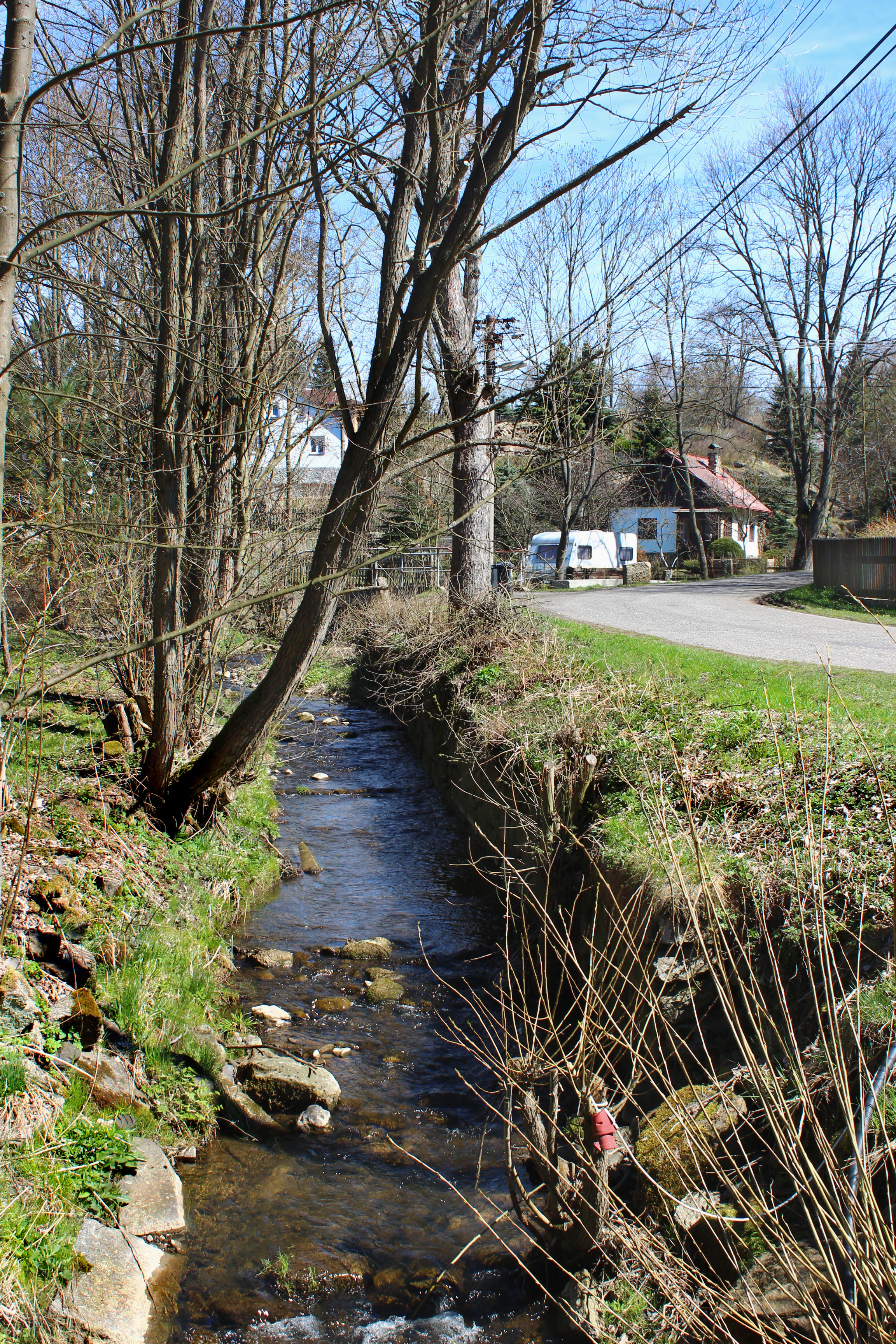
Lomnický potok